# 少年少女世界の名作文学
少年少女世界の名作文学全集（しょうねんしょうじょせかいのめいさくぶんがくぜんしゅう）は、小学館より1964年から1968年にかけて刊行された文学作品の叢書。
B6判、箱入りカバー付きハードカバー、全50巻。
紙製カバーには世界の国の風景や習俗がカラー写真で掲載されており、各巻の表紙には世界の名画が、また巻末にはその絵の解説が掲載されていた。
監修は、川端康成、中野好夫、浜田廣介が務めた。

## 一覧
- 『少年少女世界の名作文学01 - 古典編1』（編：高津春繁） 1965
  - 「アラビアン・ナイト」（文：平塚武二）
  - 「ワイナモイネン物語」（文:藤原一生）
  - 「ギリシヤ神話」（文:田島準子）
  - 「ホメーロス物語」（ホメーロス、文：山本和夫）
- 『少年少女世界の名作文学02 - 古典編2』（編：阿部知二） 1967
  - 「聖書物語」（ヘンドリク・ウィレム・ヴァン＝ルーン、文：槇本ナナ子）
  - 「イソップ寓話」（イソップ、文：信田秀一）
  - 「ニーベルンゲンの歌 ドイツ伝説」（文:二反長半）
  - 「ローランの歌 フランス叙事詩」（文:藤原一生）
  - 「きつね物語 フランス物語詩」（文:井上明子）
  - 「中世騎士物語」（トーマス・ブルフィンチ、文：加藤輝男）
- 『少年少女世界の名作文学03 - イギリス編1』（編：白川渥） 1967
  - 「ガリバー旅行記」（ジョナサン・スウィフト、訳・文：上崎美恵子）
  - 「ウェスト・ポーリー探検記」（トマス・ハーディ、訳・文：内野富男）
  - 「トム・ジョーンズ物語」（ヘンリー・フィールディング、訳・文：伊藤佐喜雄）
  - 「マザーグース」（訳・文：内野富男）
  - 「ロビンソン・クルーソー」（ダニエル・デフォー、訳・文：久保喬）
- 『少年少女世界の名作文学04 - イギリス編2』（編：中野好夫） 1965
  - 「シェークスピア物語」（チャールズ・ラム＆メアリ・ラム、訳・文：永井鱗太郎）
  - 「黄金の川の王さま」（ジョン・ラスキン、訳・文：大平よし子）
  - 「トム・ブラウンの学校生活」（トマス・ヒューズ、訳・文：後藤楢根）
  - 「ブレイク詩」（ウィリアム・ブレイク、訳：蔵原伸二郎）
  - 「バイロン詩」（ジョージ・ゴードン・バイロン、訳：蔵原伸二郎）
  - 「ばらと指輪」（ウィリアム・M・サッカレー、訳・文：大平よし子）
  - 「クリスマス・カロル」（チャールズ・ディケンズ、訳・文：平井芳夫）
  - 「オリバー・ツイスト」（チャールズ・ディケンズ、訳・文：及川甚喜）
- 『少年少女世界の名作文学05 - イギリス編3』（編：酒井朝彦） 1965
  - 「名犬クルーソー」（バランタイン(R. M. Ballantyne)、訳：白木茂、文：藤原一生）
  - 「水の子トム」（チャールズ・キングズリー、訳・文：酒井朝彦）
  - 「ジェイン=エア」（シャーロット・ブロンテ、訳・文：上田健次郎）
  - 「ワーズワース詩」（ウィリアム・ワーズワース、訳：蔵原伸二郎）
  - 「サイラス=マーナー」（ジョージ・エリオット、訳：工藤好美・淀川郁子、文：新川和江）
  - 「ポンペイ最後の日」（エドワード・ブルワー＝リットン、文：篠原雅之・藤原一生）
- 『少年少女世界の名作文学06 - イギリス編4』（編：本多顕彰） 1965
  - 「ロビン・フッドの冒険 イギリス民話」（訳・文：内野富雄）
  - 「フランダースの犬」（ウィーダ、訳・文：田島準子）
  - 「ふしぎの国のアリス」（ルイス・キャロル、訳・文：藤原一生）
  - 「黒馬物語」（アンナ・シュウエル、訳・文：鶴田知也）
- 『少年少女世界の名作文学07 - イギリス編5』（編：荒正人） 1965
  - 「宝島」（ロバート・ルイス・スティーヴンスン、訳・文：近藤健）
  - 「ジキル博士とハイド氏」（ロバート・ルイス・スティーヴンスン、訳・文：梶竜雄）
  - 「幸福な王子」（オスカー・ワイルド、訳・文：大石真）
  - 「キップリング短編」（ラドヤード・キップリング、訳・文：平方久直）
  - 「ジャングル・ブック」（ラドヤード・キップリング、訳・文：氷川瓏）
- 『少年少女世界の名作文学08 - イギリス編6』（編：田中西二郎） 1966
  - 「ソロモンの洞窟」（H・R・ハガード、訳・文：花岡大学）
  - 「ボートの三人男」（ジェローム・K・ジェローム、訳・文：森いたる）
  - 「シャーロック・ホームズの冒険」（コナン・ドイル、訳・文：梶竜雄）
  - 「失われた世界」（コナン・ドイル、訳・文：篠原雅之）
- 『少年少女世界の名作文学09 - イギリス編7』（編：伊藤整） 1967
  - 「ピーターパン」（ジェイムズ・M・バリー、訳・文：田島準子）
  - 「ラプラタの博物学者」（ウィリアム・H・ハドソン、訳・文：藤原一生）
  - 「人形の家」（キャサリン・マンスフィールド、訳・文：二反長半）
  - 「やみをぬう男」（バロネス・オルツイ、訳・文：藤原一生）
  - 「イノック・アーデン」（アルフレッド・テニスン、訳：内野富男）
  - 「透明人間」（H・G・ウェルズ、訳・文：篠原雅之）
- 『少年少女世界の名作文学10 - アメリカ編1』（編：川端康成） 1966
  - 「リップ・バン・ウィンクル」（ワシントン・アーヴィング、訳・文：大石真）
  - 「白鯨」（ハーマン・メルヴィル、訳・文：及川甚喜）
  - 「ホーソン短編集」（ナサニエル・ホーソーン、訳・文：赤井ひとみ）
  - 「アンクル・トムの小屋」（H・B・ストウ、訳・文：上崎美恵子）
- 『少年少女世界の名作文学11 - アメリカ編2』（編：松本恵子） 1965
  - 「若草物語」（ルイザ・メイ・オルコット、訳・文：新川和江）
  - 「快傑ゾロ」（ジョンストン・マッカレー(Johnston McCulley)、訳・文：平塚武二）
  - 「こがね虫」（エドガー・アラン・ポオ、訳・文：氷川瓏）
  - 「盗まれた手紙」（エドガー・アラン・ポオ、訳・文：氷川瓏）
- 『少年少女世界の名作文学12 - アメリカ編3』（編：谷崎精二） 1965
  - 「トム・ソーヤーの冒険」（マーク・トウェイン、訳・文：打木村治）
  - 「王子とこじき」（マーク・トウェイン、訳・文：上田健次郎）
  - 「はねがえる」（マーク・トウェイン、訳・文：森いたる）
  - 「リーマスおじさん」（ジョーエル・チャンドラー・ハリス、訳・文：柏木ひとみ）
- 『少年少女世界の名作文学13 - アメリカ編4』（編：石坂洋次郎） 1966
  - 「オズの魔法使い」（ライマン・フランク・ボウム、訳・文：上崎美恵子）
  - 「少女パレアナ」（エレナ・ポーター、訳・文：村岡花子）
  - 「モヒカン族の最後」（ジェイムズ・フェニモア・クーパー、訳・文：白木茂）
  - 「ホイットマン詩」（ウォールト・ホイットマン、訳：蔵原伸二郎）
  - 「ケティ物語」（スーザン・クーリッジ(Susan Coolidge)、訳・文：二反長半）
- 『少年少女世界の名作文学14 - アメリカ編5』（編：村岡花子） 1964
  - 「小公子」（フランシス・バーネット、訳・文：奈街三郎）
  - 「小公女」（フランシス・バーネット、訳・文：宮脇紀雄）
  - 「秘密の花園」（フランシス・バーネット、訳・文：谷村まち子）
  - 「ワンダーブック」（ナサニエル・ホーソーン、訳・文：赤井ひとみ）
- 『少年少女世界の名作文学15 - アメリカ編6』（編：内山賢次） 1966
  - 「赤毛のアン」（ルーシー・モード・モンゴメリ、訳・文：村岡花子）
  - 「動物記」（アーネスト・T・シートン、訳：内山賢次、文：小山勝清）
  - 「オー・ヘンリー短編集」（O・ヘンリー、訳・文：内野富男）
  - 「銀のスケートぐつ」（メアリ・M・ドッジ(Mary M. Dodge)、訳・文：谷村まち子）
- 『少年少女世界の名作文学16 - アメリカ編7』（編：西川正身） 1967
  - 「あしながおじさん」（ジーン・ウェブスター、訳・文：森いたる）
  - 「あの山越えて」（ウィル・カールトン(Will Carleton)、訳・文：村松千代）
  - 「白いきば」（ジャック・ロンドン、訳・文：鶴田知也）
  - 「荒野の呼び声」（ジャック・ロンドン、訳・文：鶴田知也）
- 『少年少女世界の名作文学17 - アメリカ編8』（編：西条八十） 1967
  - 「ターザン物語」（エドガー・ライス・バロウズ、訳：西条八十、文：三井ふたば）
  - 「子じか物語」（マージョリー・K・ローリングズ、訳・文：大久保康雄）
  - 「ハート短編集」 （ブレット・ハート(Bret Harte)、訳・文：近藤健）
  - 「スカラムーシュ」（ラファエル・サバチニ、訳・文：石川光男）
- 『少年少女世界の名作文学18 - アメリカ編9』（編：大久保康男） 1968
  - 「ベン・ハー」（ルー・ウォーレス、文：及川甚喜）
  - 「怪物」（スティーヴン・クレイン、文：及川甚喜）
  - 「わんぱく少年物語」（トマス・B・オルドリッチ(Thomas Bailey Aldrich)、文：森いたる）
  - 「霧の中の顔」(The Face in the Mist、エドワード・メドッシュ、文：近藤健）
  - 「老俳優」(The Old Actor、フレデリック・デェビス(Frederick Davis)、文：近藤健）
  - 「ふしぎなベッド」(The Upper Berth、フランシス・マリオン・クラッフォード(F. Marion Crawford)、文：近藤健）
  - 「ドリトル先生航海記」（ヒュー・ロフティング、文：森いたる）
- 『少年少女世界の名作文学19 - フランス編1』（編：杉捷夫） 1968
  - 「ガルガンチュワ物語」（フランソワ・ラブレー、訳：渡辺一夫、文：森いたる）
  - 「森のめじか」（ドーノワ夫人、訳：長松英一、文：土屋由岐雄）
  - 「美女と野獣」（ボーモン夫人、訳：長松英一、文：大蔵宏之）
  - 「ラ・フォンテーヌ寓話集」（ジャン＝ド・ラ＝フォンテーヌ、訳・文：桂木寛子）
  - 「ラマルチーヌ詩」（アルフォンス・ラマルチーヌ、訳：竹田靖治）
  - 「コロンバ」（プロスペル・メリメ、訳：杉捷夫、文：平井芳夫）
  - 「マテオ・ファルコーネ」（プロスペル・メリメ、訳：杉捷夫、文：平井芳夫）
  - 「愛の妖精」（ジョルジュ・サンド、訳：宮崎嶺雄、文：上崎美恵子）
- 『少年少女世界の名作文学20 - フランス編2』（編：河盛好蔵） 1964
  - 「三銃士」（アレクサンドル・デュマ、訳：新章嘉章、文：土屋由紀雄）
  - 「ああ無情」（ヴィクトル・ユゴー、訳：豊島与志雄、文：平井芳夫）
  - 「ペロー童話」（シャルル・ペロー、訳：西条八十、文：大草陽子）
- 『少年少女世界の名作文学21 - フランス編3』（編：佐藤正彰） 1966
  - 「巌窟王」（アレクサンドル・デュマ、訳・文：打木村治）
  - 「学問のあるろばの話」（ セギュール夫人、訳：佐藤正彰、文：足沢良子）
  - 「いなかの医者」（オノレ・ド・バルザック、訳：和田傳、文：后藤有一）
  - 「あら皮」（オノレ・ド・バルザック、訳：山内義雄、文：后藤有一）
  - 「モーパッサン短編」（ギイ・ド・モーパッサン、訳・文：久保喬）
  - 「ミユッセ詩」（アルフレッド・ド・ミュッセ、訳：竹田靖治）
  - 「にせかみなり」（ヴィリエ・ド・リラダン、訳・文：后藤有一）
  - 「白い象」（ヴィリエ・ド・リラダン、訳・文：竹田靖治）
  - 「風車小屋だより」（アルフォンス・ドーデー、訳：桜田佐、文：槇本ナナ子）
  - 「月曜物語」（アルフォンス・ドーデー、訳：桜田佐、文：槇本ナナ子）
- 『少年少女世界の名作文学22 - フランス編4』（編：山内義雄） 1964
  - 「家なき子」（エクトール・マロー、訳：山内義雄、文：西山敏夫）
  - 「家なき娘」（エクトール・マロー、訳：津田穣、文：おのちゅうこう）
  - 「ボードレール詩」（シャルル・ボードレール、訳：竹田靖治）
  - 「昆虫記」（アンリ・ファーブル、訳・文：篠原雅之）
  - 「ルコック探偵」（エミール・ガボリオ、訳・文：梶竜雄）
- 『少年少女世界の名作文学23 - フランス編5』（編：石川湧） 1965
  - 「十五少年漂流記」（ジュール・ヴェルヌ、訳：石川湧、文：花岡大学）
  - 「八十日間世界一周」（ジュール・ヴェルヌ、訳・文：石川湧）
  - 「海底二万里」（ジュール・ヴェルヌ、訳・文：篠原雅之）
  - 「フィリップ短編」（シャルル＝ルイ・フィリップ、訳：淀野隆三、文：きりぶちあきら）
  - 「ポールとビルジニイ」（ベルナルダン・ド・サン＝ピエール、訳・文：山主敏子）
- 『少年少女世界の名作文学24 - フランス編6』（編：新庄嘉章） 1966
  - 「奇巌城」（モーリス・ルブラン、訳・文：氷川瓏）
  - 「ルパンの脱獄」（モーリス・ルブラン、訳・文：氷川瓏）
  - 「赤いマフラー」（モーリス・ルブラン、訳・文：氷川瓏）
  - 「白鳥の女王」（モーリス・ルブラン、訳・文：氷川瓏）
  - 「博物誌」（ジュール・ルナール、訳・文：三井ふたば子）
  - 「にんじん」（ジュール・ルナール、訳：山田珠樹、文：奈街三郎）
  - 「ベルレーヌ詩」（ポール・ヴェルレーヌ、訳：竹田靖治）
  - 「青い鳥」（モーリス・メーテルリンク、訳：楠山正雄、文：足沢良子）
  - 「狭き門」（アンドレ・ジッド、訳：新庄嘉章、文：桐淵あきら）
- 『少年少女世界の名作文学25 -フランス編7』（編：宮崎嶺雄） 1967
  - 「ライオンのめがね」（シャルル・ヴィルドラック、訳・文：石川湧）
  - 「ばらいろ島」（シャルル・ヴィルドラック、文：二反長半）
  - 「海の義賊」（アーサー・ベルネード(Arthur Bernede)、訳・文：篠原雅之）
  - 「詩」（アルベール・サマン(Albert Samain)、訳：竹田靖治）
  - 「詩」（アルチュール・ランボオ、訳：竹田靖治）
  - 「詩」（フランシス・ジャム、訳：竹田靖治）
  - 「ジャン・クリストフ」（ロマン・ロラン、訳：新庄嘉章、文：大穂利武）
- 『少年少女世界の名作文学26 -フランス編8』（編：大佛次郎） 1965
  - 「デブの国ノッポの国」（アンドレ・モーロワ、訳：小林正、文：平井芳夫）
  - 「モリエール短編集」（モリエール、文：后藤有一）
  - 「少年少女」（アナトール・フランス、文：内野富男）
  - 「黄色のへや」（ガストン・ルルー、訳・文：氷川瓏）
  - 「シラノ・ド・ベルジュラック」（エドモン・ロスタン、文：村松千代）
- 『少年少女世界の名作文学27 - ドイツ編1』（編：高橋健二） 1965
  - 「ほら男爵の冒険」（ゴットフリード・ビュルガー(Gottfried Bürger)、訳：高橋健二、文：森いたる）
  - 「ウィリアム・テル」（フリードリヒ・シラー、訳：秦豊吉、文：伊藤佐喜雄）
  - 「グリム童話」（グリム兄弟、訳：植田敏郎、文：永井鱗太郎）
  - 「君よ知るや南の国」（ヨーハン・ヴォルフガング・フォン・ゲーテ、訳：高橋健二、文：井上明子）
  - 「くるみ割り人形」（E・T・A・ホフマン、訳：野島良治、文：大平よし子）
- 『少年少女世界の名作文学28 - ドイツ編2』（編：相良守峯） 1968
  - 「隊商」（ヴィルヘルム・ハウフ、訳：植田敏郎、文：平井芳夫）
  - 「水晶」（アーダルベルト・シュティフター、文：上崎美恵子）
  - 「影をなくした男」（アーデルベルト・フォン・シャミッソー、文：筒井敏雄）
  - 「たのしき放浪児」（ヨーゼフ・フォン・アイヒェンドルフ、訳・文：伊藤佐喜雄）
  - 「ハイネ詩」（ハインリヒ・ハイネ、訳：神保光太郎）
  - 「ファルーン鉱山」（E・T・A・ホフマン、文：内野富男）
  - 「ゴッケル物語」（クレメンス・ブレンターノ、訳・文：信田秀一）
  - 「愛の一家」（アグネス・ザッパー、訳：植田敏郎、文：宮脇紀雄）
- 『少年少女世界の名作文学29 - ドイツ編3』（編：手塚富雄） 1966
  - 「アルプスの少女」（ヨハナ・スピリ、訳：植田敏郎、文：槇本ナナ子）
  - 「沈鐘」（ゲアハルト・ハウプトマン、訳：相良守峯、文：阿貴良一）
  - 「人形使いのポーレ」（テオドル・シュトルム、訳：国松孝二、文：井上明子）
  - 「みずうみ」（テオドル・シュトルム、訳：国松孝二、文：井上明子）
  - 「メーリケ詩」（エードアルト・メーリケ、訳：神保光太郎）
  - 「フラウ・ゾルゲ」（ヘルマン・ズーデルマン、訳：池谷信三郎、文：西山敏夫）
- 『少年少女世界の名作文学30 - ドイツ編4』（編：高橋義孝） 1967
  - 「悪童物語」（ルードヴィヒ・トオマ(Ludwig Thoma)、訳：植田敏郎、文：后藤有一）
  - 「アルト・ハイデルベルク」（ヴィルヘルム・マイアー＝フェルスター(Wilhelm Meyer-Förster)、訳：植田敏郎、文：奈街三郎）
  - 「レアンダー童話集」（リヒァルト・レアンダー(Richard Leander)、訳：国松孝二、文：桂木寛子）
  - 「ファウスト」（ヨーハン・ヴォルフガング・フォン・ゲーテ、訳：森鴎外、文：田島準子）
  - 「クオ・バディス」（ヘンルィク・シェンキェーヴィチ、文：宮敏彦）
- 『少年少女世界の名作文学31 - ドイツ編5』（編：国松孝二） 1966
  - 「みつばちマーヤの冒険」（ワルデマル・ボンゼルス、訳：高橋義孝、文：宮脇紀雄）
  - 「ウィーンの老音楽師」（フランツ・グリルパルツァー、訳：石川錬次、文：新川和江）
  - 「車輪の下」（ヘルマン・ヘッセ、訳：高橋健二、文：平井芳夫）
  - 「兄と妹」（マリー・フォン・エーブナー＝エッシェンバッハ (Marie von Ebner-Eschenbach) 、訳：茅野簫々、文：伊藤佐喜雄]）
  - 「メトロポリス」（テア・フォン・ハルボウ、訳：秦豊吉、文：藤原一生）
- 『少年少女世界の名作文学32 - ドイツ編6』（編：植田敏郎） 1965
  - 「バンビ」（フェリクス・ザルテン、訳：高橋健二、文：西山敏夫）
  - 「めくらのジェロニモ」（アルトゥール・シュニッツラー、訳：植田敏郎、文：及川甚喜）
  - 「チャペック短編」（カレル・チャペック、訳・文：内野富男）
  - 「飛ぶ教室」（エーリッヒ・ケストナー、訳・文：植田敏郎）
  - 「点子ちゃんとアントン」（エーリッヒ・ケストナー、訳・文：植田敏郎）
- 『少年少女世界の名作文学33 - ソビエト編1』（編：原卓也） 1965
  - 「隊長ブーリバ」（ニコライ・ゴーゴリ、訳・文：原卓也）
  - 「外とう」（ニコライ・ゴーゴリ、訳：横田瑞穂、文：阿貴良一）
  - 「せむしの子馬」（ピュートル・エルショーフ(Petr Ershov)、訳：井上満、文：上崎美恵子）
  - 「ルスランとリュドミーラ」（アレクサンドル・プーシキン、訳：袋一平、文：平井芳夫）
  - 「スペードの女王」（アレクサンドル・プーシキン、訳：山本さやか、文：山本和夫）
  - 「キリストのヨルカに召された少年」（フョードル・ドストエフスキー、訳：米川正夫、文：及川甚喜）
  - 「孤児ネルリ」（フョードル・ドストエフスキー、訳：米川正夫、文：及川甚喜）
- 『少年少女世界の名作文学34 - ソビエト編2』（編：米川正夫） 1968
  - 「コーカサスのとりこ」（レフ・トルストイ、訳：米川正夫、文：及川甚喜）
  - 「トルストイ民話」（レフ・トルストイ、訳：米川正夫、文：及川甚喜）
  - 「カチューシヤ物語」（レフ・トルストイ、『復活』より、訳：原久一郎、文：槇本ナナ子）
  - 「猟人日記」（イワン・ツルゲーネフ、訳：米川正夫、文：筒井敏雄）
  - 「アファナーシェフ童話集」（ミハイル・アルツィバーシェフ、文：上崎美恵子）
  - 「チュッチェフ詩」（チュッチェフ、訳：松谷さやか、文：山本和夫）
  - 「罪と罰」（フョードル・ドストエフスキー、訳：米川正夫、文：藤原一生）
- 『少年少女世界の名作文学35 - ソビエト編3』（編：袋一平） 1968
  - 「金どけい」（Ｌ・パンテレーエフ(L. Panteleev)、訳：槇本楠郎、文：平井芳夫）
  - 「ゴーリキー短編集」（マクシム・ゴーリキー、訳：袋一平、文：槇本ナナ子）
  - 「父と子」（イワン・ツルゲーネフ、訳：米川正夫、文：田島準子）
  - 「チェーホフ短編集」（アントン・チェーホフ、訳・文：藤原一生]）
  - 「チムールその隊員」（ガイダール(Arkadiy Petrovich Gaydar)、訳：袋一平、文：伊藤佐喜雄）
  - 「信号」（フセヴォロド・ガルシン、訳：中村融、文：筒井敏雄）
  - 「少女ベーラ 現代の英雄より」（ミハイル・レールモントフ、訳：中村白葉、文：二反長半）
- 『少年少女世界の名作文学36 - ソビエト編4』（編：和久利誓一） 1966
  - 「偉大なる王（ワン）」（ニコライ・バイコフ(Nikolai Baikov)、訳：富沢有為男、文：伊勢三郎）
  - 「十二月物語」（サミュエル・マルシャーク、訳：平井芳夫、文：太田大八）
  - 「白いむく犬」（アレクサンドル・クプリーン、訳：松谷さやか、文：山本和夫）
  - 「エセーニン詩」（セルゲイ・エセーニン、訳：和久利誓一]、文：山本和夫）
  - 「若き親衛隊」（アレクサンドル・ファジェーエフ、訳・文：和久利誓一）
- 『少年少女世界の名作文学37 - ソビエト編5』（編：福井研介） 1967
  - 「ビーチャの学校生活」（ニコライ・ニコラエヴィチ・ノーソフ(Nikolai Nikolaevich Nosov)、訳：福井研介、文：平塚武二）
  - 「サーカスのゴムまり小僧」（ドミトリイ・ワシリイッチ・グリゴローヴィッチ(Dmitrii Vasil'evich Grigorovich)、訳：福井研介、文：宮脇紀雄]）
  - 「ネズナイカ」（ニコライ・ニコラエヴィチ・ノーソフ、訳：松谷さやか、文：山本和夫）
  - 「石の花」（パーヴェル・バジョーフ、訳：松谷さやか、文：田島準子）
  - 「町からきた少女」（L・ヴォロンコーワ、訳・文：福井研介）
- 『少年少女世界の名作文学38 - 北欧編1』（編：矢崎源九郎） 1964
  - 「アンデルセン童話」（ハンス・クリスチャン・アンデルセン、訳：平林広人、文：槇本ナナ子）
  - 「絵のない絵本」（ハンス・クリスチャン・アンデルセン、訳：平林広人）
  - 「即興詩人」（ハンス・クリスチャン・アンデルセン、訳：森鴎外、文：及川甚喜）
  - 「日なたが丘の少女」（ビョルンスチェルネ・ビョルンソン、訳：矢崎源九郎、文：三木澄子）
  - 「ペール・ギュント」（ヘンリック・イプセン、訳：茅野簫々、文：后藤有一）
- 『少年少女世界の名作文学39 - 北欧編2』（編：山室静）1967
  - 「ニルスのふしぎな旅」（セルマ・ラーゲルレーフ、文：西山敏夫）
  - 「七人兄弟」（アレクシス・キヴィ、文：宮脇紀雄）
  - 「ストリンドベリ童話集」（オーギュスト・ストリンドベリ(August Strindberg)、文：平井芳夫）
  - 「トペリウス童話集」（サカリアス・トペリウス、文：田島準子）
  - 「北欧神話」（文：篠原雅之）
  - 「バイキング物語」（文：篠原雅之）
- 『少年少女世界の名作文学40 - 南欧編1』（編：杉浦明平） 1965
  - 「ピノッキオ」（カルロ・コッローディ、訳：岩崎純孝、文：後藤楢根）
  - 「ドン・キホーテ」（ミゲル・デ・セルバンテス、訳：佐々木邦、文：村松千代）
  - 「クオレ」（エドモンド・デ・アミーチス、訳：岩崎純孝、文：二反長半）
- 『少年少女世界の名作文学41 - 南欧編2』（編：岩崎純孝） 1968
  - 「チョンドリーノ」（バンバ(Vamba)、訳・文：岩崎純孝）
  - 「デカメロン」（ジョバンニ・ボッカチオ、文：上崎美恵子）
  - 「ベッケル短編」（グスターボ・アドルフォ・ベッケル、文：槇本ナナ子）
  - 「銀の島」（G・ファンチュリ(Giuseppe Fanciulli)、訳・文：岩崎純孝）
- 『少年少女世界の名作文学42 - 東洋編1』（編：魚返善雄） 1967
  - 「三国志」（羅貫中、文：土屋由岐雄）
  - 「ルバイヤート」（オマル・ハイヤーム、訳・文：山主敏子）
  - 「大勇士ルスタム物語」（フェルドゥーセィー(Firdawsi)、『シャーナーメ』より、訳・文：山主敏子）
  - 「韓国短編集」（訳・文：后藤有一）
  - 「ジャータカ物語」（訳・文：近藤健）
  - 「シャクンタラー」（カーリダーサ、訳・文：近藤健）
- 『少年少女世界の名作文学43 - 東洋編2』（編：奥野信太郎） 1967
  - 「水滸傳」（施耐庵、文：土屋由岐雄）
  - 「故事成語 笑話集」（文：倉島栄子）
  - 「中国現代短編集（魯迅 / 葉紹鈞 / 老舎）」（文：后藤有一）
  - 「神山譚　仙人の修行をした人たちのふしぎな話」（文：后藤有一）
  - 「中国詩選（詩経 / 楚辞 / 唐詩）」（訳：蒲池歓一）
  - 「剪灯新話」（瞿佑、文：戸川菊江）
  - 「聊斎志異」（蒲松齢、文：宮脇紀雄）
- 『少年少女世界の名作文学44 - 東洋編3』（編：伊藤貴麿） 1965
  - 「西遊記」（呉承恩、訳：伊藤貴麿、文：土屋由岐雄）
  - 「古典短編集」（訳：蒲池歓一、文：后藤有一）
  - 「宝のひようたん」（張天翼、訳：魚返善雄、文：宮脇紀雄）
  - 「現代短編集」（訳：魚返善雄、文：后藤有一）
- 『少年少女世界の名作文学45 - 日本編1』（編：高崎正秀） 1966
  - 「古事記」（文：内田英雄）
  - 「風土記 （文：柴野民三）
  - 「日本霊異記」（文：柴野民三）
  - 「竹取物語」（文：佐伯千秋）
  - 「今昔物語」 （文：倉島栄子）
  - 「宇治拾遺物語」（文：倉島栄子）
  - 「十訓抄」（文：倉島栄子）
  - 「古今著聞集」（文：倉島栄子）
  - 「御伽草子（はちかづき姫 / 義経島渡り）」（文：唐沢道隆）
  - 「平家物語」（文：筒井敏雄）
- 『少年少女世界の名作文学46 - 日本編2』（編：福田清人） 1965
  - 「太閤記」（文：宮敏彦）
  - 「謡曲狂言物語」謡曲（文：奈街三郎）
  - 「謡曲狂言物語」狂言（文：大平よし子）
  - 「太平記」（文：おのちゅうこう）
  - 「醒睡笑」（安楽庵策伝、文：倉島栄子）
  - 「椿説弓張月」（滝沢馬琴、文：筒井敏雄）
- 『少年少女世界の名作文学47 - 日本編3』（編：富田常雄） 1966
  - 「義経記」（文：山本和夫）
  - 「西鶴名作集」（井原西鶴、文：唐沢道隆）
  - 「日本芝居物語」（文：おのちゅうこう）
  - 「徒然草」（兼好法師、文：倉島栄子）
  - 「方丈記」（鴨長明、文：倉島栄子）
  - 「しみのすみか」（石川雅望、文：倉島栄子）
  - 「雨月物語」（上田秋成、文：筒井敏雄）
  - 「東海道中膝栗毛」（十返舎一九、文：伊藤佐喜雄）
- 『少年少女世界の名作文学48 - 日本編4』（編：浜田廣介） 1967
  - 「坊っちゃん」（夏目漱石）
  - 「きのこ大夫」（巌谷小波）
  - 「忠実な水夫」（島崎藤村）
  - 「永昌寺」（島崎藤村）
  - 「愚かな馬の話」（島崎藤村）
  - 「せみの送別会」（島崎藤村）
  - 「山椒大夫」（森鴎外）
  - 「赤いろうそくと人魚」（小川未明）
  - 「天までとどけ」（吉田絃二郎）
  - 「曲馬団と少年」（宇野浩二）
  - 「少年科学探偵」（小酒井不木）
  - 「耳なし芳一の話」（小泉八雲）
  - 「雪女」（小泉八雲）
  - 「ポチの話」（二葉亭四迷）
  - 「杜子春」（芥川龍之介）
  - 「オッペルと象」（宮沢賢治）
  - 「いたずら小僧日記」（佐々木邦）
  - 「白鳥の国」（秋田雨雀）
  - 「三人兄弟」（菊池寛）
  - 「母の日」（槙本楠郎）
  - 「牛をつないだつばきの木」（新美南吉）
  - 「海底軍艦」（押川春浪）
- 『少年少女世界の名作文学49 - 日本編5』 1968
  - 「次郎物語 第1部」（下村湖人）
  - 「路傍の石」（山本有三）
- 『少年少女世界の名作文学50 - 世界民話伝説集』（編：関敬吾） 1968
  - 「ヨーロッパ編 イギリス」（文：平井芳夫）
  - 「ヨーロッパ編 ドイツ・フランス・ソビエト」（文：近藤健）
  - 「エジプト・アフリカ編」（文：平井芳夫）
  - 「アメリカ編 北アメリカ」（文：平井芳夫）
  - 「アメリカ編 南アメリカ」（文：桂木寛子）
  - 「アジア編 中国」（文：后藤有一）
  - 「アジア編 インド・トルコ」（文：藤原一生）
  - 「アジア編 日本」（文:倉島栄子）